# Tachychlora lepidaria
Tachychlora lepidaria là một loài bướm đêm trong họ Geometridae.